# Tscholent

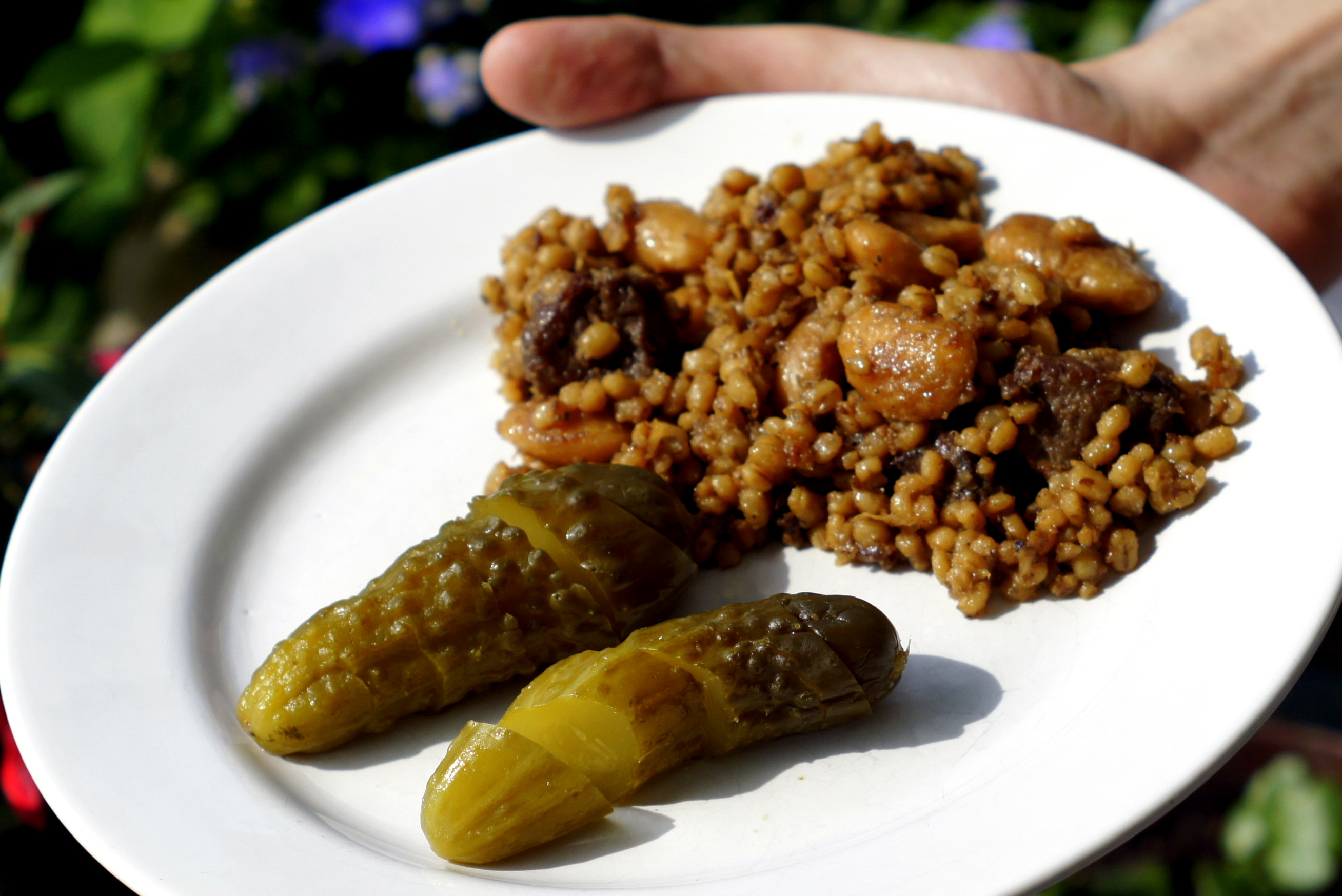
Tscholent mit Graupen

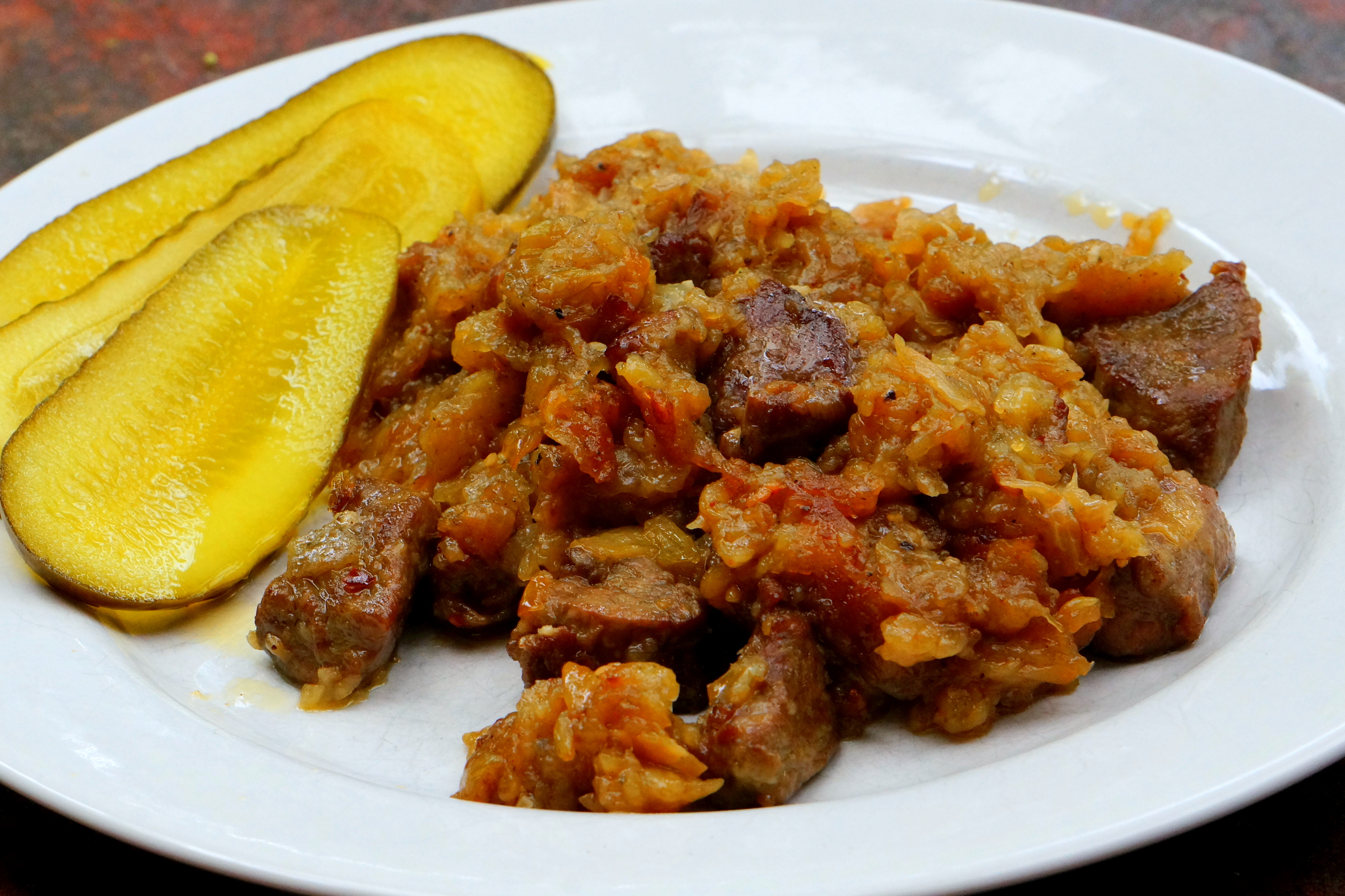
Tscholent mit Kartoffeln und Lamm

Der Tscholent (Tscholnt) oder Tschulent (Tschulnt) (jiddisch טשאָלנט, ˈtʃolənt oder [ˈtʃʊlənt]), westjiddisch Schalet oder Scholet, ist im Jiddischen und von hier aus auch etwa im Englischen ein Eintopfgericht der aschkenasischen jüdischen Küche für die Mittagsmahlzeit am Schabbat, das – da man am Schabbat kein Feuer anzünden darf – am Freitag vor Schabbatbeginn zum Kochen gebracht und bei geringer Hitze bis zum Samstagmittag fertig gegart wird. Im Neuhebräischen wird dafür das etymologisch nicht verwandte Hamin / Chamin חמין (deutsch: „heiß“) gebraucht.
Der deutsche Dichter Heinrich Heine erwähnt ihn mehrmals und besingt ihn im Gedicht „Prinzessin Sabbat“ von 1851 unter anderem mit den Worten: „Schalet, schöner Götterfunken, Tochter aus Elysium!“
Grundbestandteile eines Tscholents sind Fleisch, Bohnen, Graupen und Kartoffeln; damit ähnelt es in Bezug auf die Verwendung von Bohnen und Fleisch einem alpinen Gericht, das seit 4.000 Jahren nachweisbar ist, dem Ritschert. Das Gericht ist unter anderen Namen in der sephardischen Küche ebenfalls verbreitet. Für die sephardischen Varianten typisch ist die Zugabe von harten Eiern, den Huevos Haminados.
Der Eintopf stammt vermutlich aus Spanien, wo er als Adafina bekannt war und gelangte im Mittelalter über Frankreich nach Mittel- und später Osteuropa. Die Entstehung dieser Gerichte ist durch die Schabbat-Gesetze bedingt. Diese verbieten das Entfachen von Feuer am Schabbat, erlauben aber unter gewissen Bedingungen die Nutzung eines vor Beginn des Schabbats angezündeten Feuers während des Schabbats.
Der Name Tscholent ist erstmals für das 13. Jahrhundert schriftlich belegt. Er ist romanischen Ursprungs. Nach weit verbreiteter Meinung soll er von den französischen Wörtern chaud (deutsch: heiß) und lent (deutsch: langsam) abgeleitet sein. Der Linguist Max Weinreich geht dagegen davon aus, dass er vom lateinischen calens, calentem (deutsch: das was heiß ist) über altfranzösisch chalant ins Jiddische entlehnt wurde.
Eine Volksetymologie erklärt den Namen Tschulent als Schul-End, was in den jiddischen Dialekten, die die Synagoge als Schul bezeichnen, Ende (des Gottesdienstes in) der Synagoge heißt. Der Bedeutungszusammenhang ergibt sich daraus, dass der Tschulent, der früher traditionellerweise beim Bäcker im Gemeinschaftsofen in einem besonderen, mit Teig versiegelten Topf gegart wurde, am Samstag Spätvormittag nach dem Synagogenbesuch auf dem Nachhauseweg abgeholt und anschließend, eben nach Schul-Ende, aufgetragen wurde. Nach Hause getragen werden konnte er dank des sogenannten Eruvs, der das nach den jüdischen Religionsgesetzen sonst nicht erlaubte Tragen am Schabbat ermöglicht.